# 國道58號 (日本)
國道58號（日语：／ Kokudō Gojūhachi-gō */?）是連接日本鹿儿岛县縣廳所在地鹿儿岛市與沖繩縣縣廳所在地那霸市的一般國道。截至2020年，國道58號全長879.6公里，是日本最長國道，不過只有244.9公里為陸路。國道58號始於鹿兒島縣國道3、10號路口，自鹿兒島縣沿分隔東中國海與太平洋的第一島鏈向西南延伸，自北向南在種子島、奄美大島、沖繩島有路線，終於那霸市國道330、331、390號路口。

## 路線

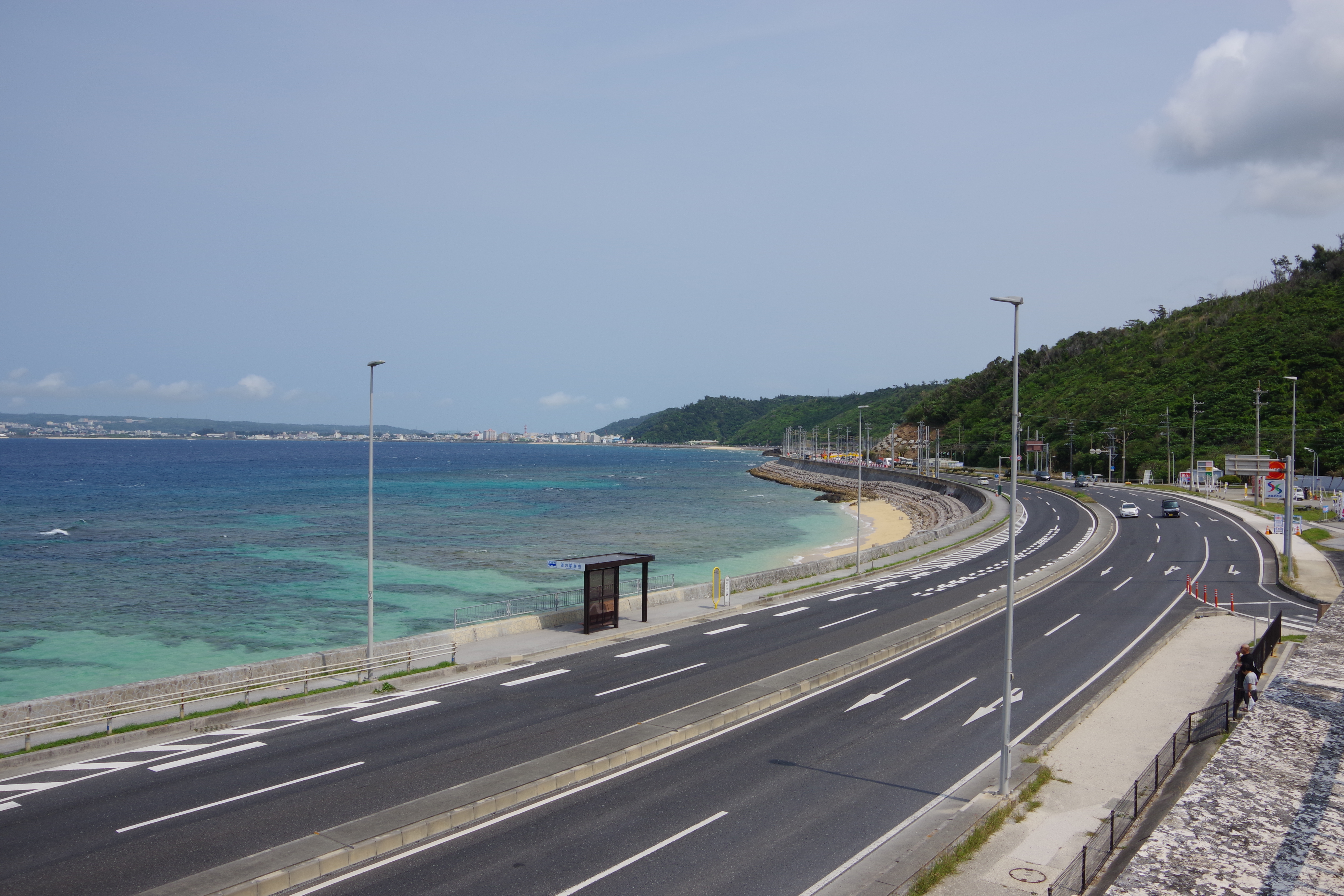
自名護市道之驛許田望見的國道58號

國道58號在九州、種子島、奄美大島、沖繩島不相連的路線有連續編號。截至2020年，國道58號陸路長244.9公里，包含海路的全長則有879.6公里，因此為日本最長國道。國道58號始於鹿兒島縣縣廳所在地鹿兒島市，終於沖繩縣縣廳所在地那霸市。

### 鹿兒島縣
國道58號在北部終點與國道3、10、224、225、226號相接。鹿兒島市的這段路線長約700公尺，亦為國道224號通往鹿兒島港的路線。在港灣，國道224號與國道58號分離，繼續乘渡輪可前往複式火山櫻島之外的垂水市。
乘渡輪向南後，道路在種子島北端的西之表市轉為陸路，並在西之表市沿島的西岸延伸。進入中種子町後，道路進入內陸，前往城鎮中心。繼續向南，道路經過種子島南端的南種子町。經過南種子町中心後，道路向西北轉向島的西岸，在島間港轉為海路。與之前的海路不同，島間港與奄美大島的下一段路線間沒有渡輪。道路在種子島的路線長49.7公里。
道路在奄美大島奄美市轉為陸路，自島的東北端穿向東南。道路經過龍鄉町後返向奄美市。經過市中心後，道路向南彎曲，朝島的東南岸延伸。之後向西彎曲，朝島的中南部延伸。再向南彎曲，經過瀨戶內町。到達島的南岸後，道路向西南彎曲，朝奄美大島西南端的瀨戶內町中心延伸。在城鎮中心，陸路結束。與之前的海路一樣，奄美大島與沖繩島的陸路間沒有渡輪。道路在奄美大島的路線長72.7公里。

### 沖繩縣
道路的最後一段陸路始於沖繩島北端的國頭村奧港。道路經島的東側繞過邊戶岬邊緣，到達岬的西岸，之後沿島的西岸向西南彎曲，通向道路在那霸市的南端終點。道路沿海岸再向南延伸，經過大宜味村，與國道331號相接於鹽屋灣北岸。道路離開村並經過名護市時向西彎曲，之後與國道505號相接，並向南延伸，離開海岸經過本部半島底端。
道路接近名護市中心時與國道58號備用路線名護東道路有交叉點。到達名護市中心後，道路與國道449號備用路線名護繞道相接。道路向南彎曲，與國道449號主線相接。道路在此處再次與沖繩島西岸相接，並繼續沿其離開名護市中心。在市的南部邊界附近，道路與沖繩自動車道北端相接。沖繩自動車道為收費的自動車專用道路，與國道58號平行，自名護市東部至那霸市。道路沿海岸繼續向南，經過恩納村與讀谷村。
道路在嘉手納町繞過美国空军嘉手纳空军基地的西北與西部邊緣，向南延伸，經過北谷町及其美濱城鎮度假區·美國村。該町亦為美国海军陆战队萊斯特營所在地。道路離開北谷町後向西南彎曲，進入普天間海軍陸戰隊航空基地所在地宜野灣市。道路沿基地北緣延伸，有國道58號的輔路宜野灣繞道，道路沿海岸繼續向北延伸。兩道路進入浦添市後相接。另一美軍設施金瑟營位於浦添市國道58號西面，市中心則位於該路線東面。
道路進入那霸市的最後一段路線在市內有六個車道寬。道路兩邊的商店及舊跡是美國統治對該市影響的體現。道路在明治橋以北與國道330、331、390號的交叉點結束。

## 歷史

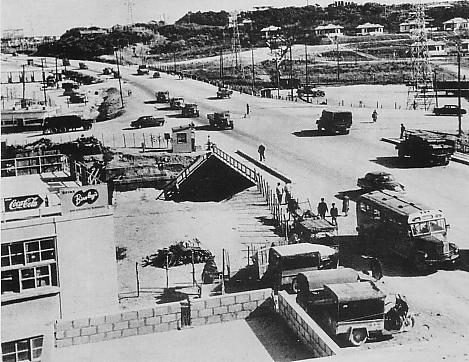
1954年的政府道1號線

沖繩島的國道58號路線前身為15世紀琉球国尚金福王所下令修建環島的山原國道（やんばる国道）。島上的國道58號路線大部分位於山原國道西線。1915年（大正4年），山原國道獲指定為名護村（現名護市）與那霸區（現那霸市）間的沖繩縣道。
沖繩島的國道58號路線直接前身為建於沖繩島戰役期間、由琉球列島美國民政府維護的軍道1號線及沖繩返還前由琉球政府維護的政府道1號線，在第二次世界大战及戰後美治時期作為島上主要道路發揮作用。軍道1號線在沖繩島戰役早期被攻占，很快由日本战俘重新開發，以助於美國攻占沖繩島。這條道路主要作為美軍的高速後勤路線而開發，可承載重達35噸車輛。道路在民政時期獲指定為政府道1號線，但美軍車輛仍優先於當地車輛，後者不被允許通過美軍的車隊及車輛。1972年（昭和47年）5月15日沖繩返還後，道路獲指定為國道58號的一部分，國道58號成為1965年（昭和40年）一級國道與二級國道統一為一般國道後獲指定的國道中唯一一條編號為2位數者。直至1978年（昭和53年）7月30日，沖繩島的國道58號路線車輛一直靠右而非靠左行駛。730轉換後，沖繩縣依《维也纳道路交通公约》規定與日本其他地區統一行駛方向而變為靠左行駛。

## 主要交叉點
下表不計海路距離。
| 鹿儿岛县                                   | 鹿儿岛市           | 0.0          | 0.0          | 國道10號至國道3號、熊本市、薩摩川內市、宮崎市、霧島市                                                                         | 國道北端，國道224號共線北端                           |
| 鹿儿岛县                                   | 鹿儿岛市           | 0.1          | 0.062        | 鹿兒島縣道25號鹿兒島蒲生線至蒲生、吉田、日置市、鹿兒島中央車站                                                                    |                                                       |
| 鹿儿岛县                                   | 鹿儿岛市           | 0.6          | 0.37         | 鹿兒島縣道204號鹿兒島停車場線北行至櫻島渡輪 · 鹿兒島縣道214號鹿兒島港線南行至枕崎市、指宿市                                   |                                                       |
| 鹿儿岛县                                   | 鹿儿岛市           | 0.7          | 0.43         | 鹿兒島港 | 國道224號共線南端                                     |
| 鹿兒島灣／東中國海                         | 鹿兒島灣／東中國海 |              |              | 鹿兒島、西之表渡輪 | 鹿兒島、西之表渡輪                                    |
| 鹿兒島縣                                   | 西之表市           | 0.7          | 0.43         | 鹿兒島縣道581號伊關國上西之表港線北行至國上 鹿兒島縣道582號西之表港線南行至南種子町、中種子町                                 |                                                       |
| 鹿兒島縣                                   | 西之表市           | 1.4          | 0.87         | 鹿兒島縣道75號西之表南種子線南行至伊關、安納                                                                                  |                                                       |
| 鹿兒島縣                                   | 西之表市           | 1.7          | 1.1          | 鹿兒島縣道582號西之表港線北行至國上、西之表港                                                                                 |                                                       |
| 鹿兒島縣                                   | 西之表市           | 2.3          | 1.4          | 鹿兒島縣道76號野間十三番西之表線南行至種子島機場                                                                              |                                                       |
| 鹿兒島縣                                   | 中種子町           | 18.1         | 11.2         | 鹿兒島縣道583號新種子島機場線東行至種子島機場                                                                                 |                                                       |
| 鹿兒島縣                                   | 中種子町           | 26.2         | 16.3         | 鹿兒島縣道588號野間島間港線南行至島間港                                                                                       |                                                       |
| 鹿兒島縣                                   | 中種子町           | 27.5         | 17.1         | 鹿兒島縣道75號西之表南種子線北行至中種子町中央運動公園                                                                        | 鹿兒島縣道75號西之表南種子線共線北端                  |
| 鹿兒島縣                                   | 中種子町           | 27.7         | 17.2         | 鹿兒島縣道75號西之表南種子線南行至種子島宇宙中心、熊野海水浴場                                                                | 鹿兒島縣道75號西之表南種子線共線南端                  |
| 鹿兒島縣                                   | 南種子町           | 41.7         | 25.9         | 鹿兒島縣道586號莖永上中線東行至種子島宇宙中心                                                                                 |                                                       |
| 鹿兒島縣                                   | 南種子町           | 49.6         | 30.8         | 鹿兒島縣道75號西之表南種子線南行至門倉岬                                                                                      |                                                       |
| 鹿兒島縣                                   | 南種子町           | 50.3         | 31.3         | 鹿兒島縣道588號野間島間港線北行至西之表市、中種子町中心                                                                       |                                                       |
| 鹿兒島縣                                   | 南種子町           | 50.4         | 31.3         | 島間港 |                                                       |
| 太平洋                                     |                    |              |              | |                                                       |
| 鹿兒島縣                                   | 奄美市             | 50.4         | 31.3         | 鹿兒島縣道601號佐仁萬屋赤木名線東行至奄美機場、綾丸岬（あやまる岬） · 鹿兒島縣道602號佐仁赤木名線北行至蒲生崎觀光公園                   |                                                       |
| 鹿兒島縣                                   | 龍鄉町             | 58.8         | 36.5         | 鹿兒島縣道82號龍鄉奄美機場線東行至奄美機場、綾丸岬、奄美PARK                                                                  |                                                       |
| 鹿兒島縣                                   | 龍鄉町             | 63.2         | 39.3         | 鹿兒島縣道81號名瀨龍鄉線西行至秋名                                                                                            |                                                       |
| 鹿兒島縣                                   | 龍鄉町             | 66.5         | 41.3         | 鹿兒島縣道611號戶口大勝線南行至戶口                                                                                           |                                                       |
| 鹿兒島縣                                   | 奄美市             | 78.1         | 48.5         | 鹿兒島縣道79號名瀨瀨戶內線南行至大和村、大島支廳、奄美市役所 鹿兒島縣道81號名瀨龍鄉線東行至大和村、大濱海濱公園、名瀨港       |                                                       |
| 鹿兒島縣                                   | 奄美市             | 83.6         | 51.9         | 鹿兒島縣道607號小湊朝戶線東行至本場奄美大島紬泥染公園、小湊                                                                   |                                                       |
| 鹿兒島縣                                   | 奄美市             | 98.4         | 61.1         | 鹿兒島縣道609號山間役勝線東行至山間                                                                                           |                                                       |
| 鹿兒島縣                                   | 奄美市             | 106.7        | 66.3         | 鹿兒島縣道85號湯灣新村線西行至湯灣岳公園、宇檢村                                                                              |                                                       |
| 鹿兒島縣                                   | 瀨戶內町           | 121.3        | 75.4         | 鹿兒島縣道79號名瀨瀨戶內線北行至宇檢村、篠川 鹿兒島縣道626號蘇刈古仁屋線結束                                                  | 鹿兒島縣道626號蘇刈古仁屋線共線北端                   |
| 鹿兒島縣                                   | 瀨戶內町           | 121.4        | 75.4         | 鹿兒島縣道626號蘇刈古仁屋線東行至宿濱（ヤドリ浜）、海岸、蘇刈                                                                         | 鹿兒島縣道626號蘇刈古仁屋線共線南端                   |
| 太平洋                                     |                    |              |              | |                                                       |
| 沖繩縣                                     | 國頭村             | 121.4        | 75.4         | 沖繩縣道70號國頭東線南行 | 路線繼續為沖繩縣道70號國頭東線                        |
| 沖繩縣                                     | 國頭村             | 143.9        | 89.4         | 沖繩縣道2號線東行至安田 |                                                       |
| 沖繩縣                                     | 大宜味村           | 159.8        | 99.3         | 國道331號南行至東村 |                                                       |
| 沖繩縣                                     | 大宜味村           | 161.2        | 100.2        | 沖繩縣道9號線東行至大保水壩（大保ダム）、東村                                                                                         |                                                       |
| 沖繩縣                                     | 名護市             | 166.8        | 103.6        | 沖繩縣道14號線東行至東村 |                                                       |
| 沖繩縣                                     | 名護市             | 169.6        | 105.4        | 沖繩縣道110號線至古宇利島、屋我地島                                                                                           |                                                       |
| 沖繩縣                                     | 名護市             | 171.0        | 106.3        | 國道505號西行至沖繩美麗海水族館、今歸仁村                                                                                     |                                                       |
| 沖繩縣                                     | 名護市             | 173.9        | 108.1        | 沖繩縣道71號名護宜野座線至今歸仁村、名護市中心                                                                                |                                                       |
| 沖繩縣                                     | 名護市             | 174.4        | 108.4        | 國道58號 南行（名護東道路）至那霸市、沖繩市                                                                                   |                                                       |
| 沖繩縣                                     | 名護市             | 177.2        | 110.1        | 沖繩縣道84號名護本部線至名護市中心、沖繩美麗海水族館                                                                          |                                                       |
| 沖繩縣                                     | 名護市             | 177.7        | 110.4        | 國道449號 西行（名護繞道）至本部町                                                                                            |                                                       |
| 沖繩縣                                     | 名護市             | 178.5        | 110.9        | 國道449號西行至沖繩美麗海水族館、本部町 · 沖繩縣道91號本部循環線東行至名護市中心                                              |                                                       |
| 沖繩縣                                     | 名護市             | 180.1        | 111.9        | 沖繩縣道71號名護宜野座線北行至名護市中心                                                                                      | 沖繩縣道71號名護宜野座線共線北端                      |
| 沖繩縣                                     | 名護市             | 180.6        | 112.2        | 沖繩縣道84號名護本部線西行至名護城                                                                                            |                                                       |
| 沖繩縣                                     | 名護市             | 181.6        | 112.8        | 國道58號 北（名護東道路）／國道329號南行至沖繩市、宇流麻市                                                                    |                                                       |
| 沖繩縣                                     | 名護市             | 185.6– 187.0 | 115.3– 116.2 | 沖繩自動車道南行至那霸市、石川                                                                                                | 許田交流道（E58出口10號）                             |
| 沖繩縣                                     | 名護市             | 186.1        | 115.6        | 沖繩縣道71號名護宜野座線南行至宜野座村                                                                                        | 沖繩縣道71號名護宜野座線共線南端                      |
| 沖繩縣                                     | 恩納村             | 197.3        | 122.6        | 沖繩縣道104號線南行至金武町                                                                                                   |                                                       |
| 沖繩縣                                     | 恩納村             | 198.4        | 123.3        | 國道58號 南行（恩納繞道）至那霸市、嘉手納町                                                                                   |                                                       |
| 沖繩縣                                     | 恩納村             | 204.0        | 126.8        | 國道58號 北行（恩納繞道）至沖繩美麗海水族館、名護市 · 沖繩縣道88號屋嘉恩納線南行至沖繩自動車道、屋嘉                          |                                                       |
| 沖繩縣                                     | 恩納村             | 204.8        | 127.3        | 國道58號 南行（恩納南繞道）至那霸市、嘉手納町                                                                                 |                                                       |
| 沖繩縣                                     | 恩納村             | 210.6        | 130.9        | 國道58號 北行（恩納南繞道）至沖繩美麗海水族館、名護市 · 沖繩縣道73號石川仲泊線東行至沖繩自動車道、宇流麻市                    |                                                       |
| 沖繩縣                                     | 恩納村             | 211.9        | 131.7        | 沖繩縣道6號線東行至東恩納 | 沖繩縣道6號線共線北端                                 |
| 沖繩縣                                     | 恩納村             | 212.8        | 132.2        | 沖繩縣道6號線西行至殘波岬 | 沖繩縣道6號線共線南端                                 |
| 沖繩縣                                     | 讀谷村             | 218.2        | 135.6        | 沖繩縣道12號線西行至殘波岬 |                                                       |
| 沖繩縣                                     | 讀谷村             | 220.7        | 137.1        | 沖繩縣道6號線東行至殘波岬 |                                                       |
| 沖繩縣                                     | 讀谷村             | 221.5        | 137.6        | 沖繩縣道16號線西行至古堅 | 沖繩縣道16號線共線北端                                |
| 沖繩縣                                     | 嘉手納町           | 222.4        | 138.2        | 沖繩縣道16號線／沖繩縣道74號沖繩嘉手納線東行至沖繩自動車道、沖繩市                                                            | 沖繩縣道16號線共線南端                                |
| 沖繩縣                                     | 北谷町             | 227.3        | 141.2        | 沖繩縣道23號沖繩北谷線東行至沖繩自動車道、沖繩市                                                                              |                                                       |
| 沖繩縣                                     | 北谷町             | 229.4        | 142.5        | 沖繩縣道24號線東行至沖繩市 |                                                       |
| 沖繩縣                                     | 北谷町             | 229.7        | 142.7        | 沖繩縣道130號線東行至北中城村                                                                                                 |                                                       |
| 沖繩縣                                     | 宜野灣市           | 231.6        | 143.9        | 國道58號 南行（宜野灣繞道）至沖繩會展中心、宜野灣海濱公園                                                                     |                                                       |
| 沖繩縣                                     | 宜野灣市           | 232.3        | 144.3        | 沖繩縣道81號宜野灣北中城線東行至普天間                                                                                        |                                                       |
| 沖繩縣                                     | 宜野灣市           | 235.4        | 146.3        | 沖繩縣道34號宜野灣西原線東行至前原                                                                                            |                                                       |
| 沖繩縣                                     | 浦添市             | 236.1        | 146.7        | 國道58號 北行（宜野灣繞道）至沖繩會展中心 · 沖繩縣道153號線南行至沖繩自動車道                                                 |                                                       |
| 沖繩縣                                     | 浦添市             | 238.9        | 148.4        | 沖繩縣道38號浦添西原線東行至西原町、浦添市美術館                                                                              |                                                       |
| 沖繩縣                                     | 那霸市             | 241.1        | 149.8        | 沖繩縣道82號那霸絲滿線東行至沖繩自動車道、首里城、識名園                                                                      |                                                       |
| 沖繩縣                                     | 那霸市             | 242.4        | 150.6        | 那霸市道那霸中環狀線東行至真嘉比                                                                                              |                                                       |
| 沖繩縣                                     | 那霸市             | 242.9        | 150.9        | 沖繩縣道29號那霸北中城線東行至首里                                                                                            |                                                       |
| 沖繩縣                                     | 那霸市             | 243.3        | 151.2        | 沖繩縣道43號線南行至泊埠頭、對馬丸紀念館                                                                                      |                                                       |
| 沖繩縣                                     | 那霸市             | 243.9        | 151.6        | 沖繩縣道221號那霸內環狀線南／沖繩縣道222號真地泉崎線東行至松尾                                                                |                                                       |
| 沖繩縣                                     | 那霸市             | 244.3        | 151.8        | 國道58號 南行（那霸西道路）至若狹、波之上海灘、福州園 · 沖繩縣道42號線南行至沖繩縣廳、縣廳前、牧志公設市場、國際通            |                                                       |
| 沖繩縣                                     | 那霸市             | 244.7        | 152.0        | 沖繩縣道47號線北行至波之上 |                                                       |
| 沖繩縣                                     | 那霸市             | 245.0        | 152.2        | 國道329號 北／國道330號 南／國道507號（壺川大通〈〉）南行至與那原町 · 國道390號（Sunshine通〈〉）西行至那霸埠頭               | 國道329號共線北端                                     |
| 沖繩縣                                     | 那霸市             | 245.2        | 152.4        | 國道329號（那霸東繞道）北行至沖繩自動車道、與那原町、豐見城市 · 國道329號結束 · 國道331號 南／國道332號西行至絲滿市、那霸機場 | 國道南端，國道329號共線南端，路線繼續為國道331、332號 |
| 1.000英里＝1.609公里；1.000公里＝0.621英里 |                    |              |              | |                                                       |

## 外部連結
- 维基共享资源上的相關多媒體資源：國道58號